# Champaner
Champaner var ett forntida kungarike i nuvarande distriktet Panchmahals i indiska delstaten Gujarat. Riket grundades på 700-talet av Vanraj Chavda (kung av Chavda-riket) och gick under på 1400-talet.
På platsen ligger idag Champaner-Pavagadhs arkeologiska park som finns upptaget på Unescos världsarvslista.